# 五代十国時代
五代十国時代（ごだいじっこくじだい、907年 - 960年）は、中国の唐の滅亡から北宋の成立までの間に、黄河流域を中心とした華北・中原を統治した5つの王朝（五代）と、華中、華南と華北の一部を支配した諸地方政権（十国）とが興亡した時代である。北宋が完全に中国を統一した979年が五代十国時代の終わりとされている場合もある。朱全忠が哀帝より禅譲を受け後梁を建国することで唐は滅んだが、それを地方の軍閥（節度使）達は認めず各地で自立し、中国は多数の国が乱立する分裂の時代へと突入した。
五代という言葉は北宋の欧陽脩による歴史書『五代史記』に由来し、唐の滅亡後に中原を支配した後梁・後唐・後晋・後漢・後周の5つの王朝を指す。これらの王朝はそれぞれ、前の王朝を滅ぼして（禅譲を受けて）新たに成立し、中原の唯一の支配者となった。
一方、この同じ時期に、中原の周辺や中国南部では大小様々な地方政権が興亡していた。それらのうち特に、前蜀・後蜀・呉・南唐・荊南・呉越・閩・楚・南漢・北漢を指して十国という。ただし、十国全てが同時期に存在したわけではない。
960年に五代最後の王朝、後周を滅ぼして成立した北宋は、その後残っていた十国の国々も平定し、979年に北漢を滅ぼして中国を統一した。これによって五代十国時代は完全に終わりを遂げた。

## 歴史
五代十国時代が始まる年代としては、唐が完全に滅亡した907年が取られている。しかし実際には、全国王朝としての唐は875年から884年にかけて起きた黄巣の乱によって滅んでおり、その後は長安を中心とした関中地域を支配する一地方政権としての唐と朱全忠や李克用などの節度使勢力が並存する騒乱状態だということができる。そこで、この概略では黄巣の乱の時点から説明する。

### 唐の完全滅亡まで
唐の中央政府は755年から763年にかけて起きた安史の乱により、中央政府の統制が弱まった。それに乗じた各地の節度使勢力は自立色を強め、自分達の任地を自らの裁量で治めるようになり、遠方の節度使の中には中央に対して納税をしないものもいた。これらに対して歴代の皇帝達は抑制策を考え、部分的には成功した。しかし節度使勢力を抑え込むために利用した宦官勢力が今度は力を持ち、政治に容喙して皇帝の廃立すら決定するようになった。こうなると腐敗した中央政府には節度使勢力を抑える力が衰え、再び節度使達は頭をもたげてきた。
このような状態の中で黄巣の乱が勃発した。政府軍は堕落し切っており、決して強くない黄巣軍に対して苦戦し、中には黄巣軍を撃滅してしまえば自らの立場が危うくなることを恐れて手心を加えた者があったともいわれている。
黄巣軍は長安を陥落させ、皇帝僖宗は蜀へ逃亡した。黄巣軍は長安で暴政を敷いて、長安市民の失望を買った。しかし、それでも唐政府だけでは長安を回復する実力は無く、ここで活躍したのが、突厥沙陀部出身の李克用と、黄巣軍の幹部であったが裏切って唐側に付いた朱温（後に唐より全忠の名を貰う）で、この2人の奮戦により長安が回復される。
しかしこれにより皇帝はその名目を利用されるだけの存在に成り果てた。この状況は、周の東遷以降（春秋時代）や後漢末期の献帝などを考えると近いかと思われる。
この時期に中央を争っていたのが、開封を中心に山東・河南を支配していた朱全忠と晋陽を中心に山西を支配した李克用である。このほかの有力者に、河北を支配した劉仁恭や陝西の一部を支配した李茂貞などがいる。
その他の地域でも自立する者は多く、後の十国の元となっている。
李克用の軍は真っ黒な衣服で統一したことから通称「鴉軍」と呼ばれ、戦闘は非常に強かったが粗暴な振る舞いが多く、朱全忠には政略で一歩も二歩も置いていかれてしまった。唐朝廷を掌握した朱全忠は皇帝を傀儡とし、907年には遂に禅譲を受けて後梁（国号は単に「梁」である。「後」の字は後世の歴史家が区別するために付けた。以下全て同じ）を建て、ここに唐は完全に滅亡した。

### 五代

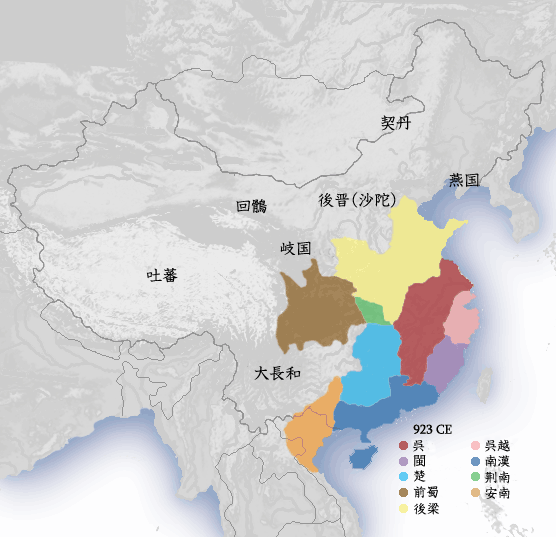
923年頃の勢力地図

- 後梁（907年-923年）
朱全忠が皇帝となると、これに従うことを良しとしない各地の勢力は自らも皇帝を名乗った。一方、後梁と対立することを望まない華南の諸国の中には、後梁に対して臣下としての礼を取る国もあった。
朱全忠の宿敵である李克用は908年に死去し、後を継いだ李存勗は後梁に対して苛烈な攻撃を仕掛けてきた。後梁の方でも朱全忠の失政・堕落が重なり、次々と領土を奪われる。更に朱全忠は後継者を選ぶに際して失敗し、内紛を招いた。それを横目で見ながら李存勗は913年、燕王を名乗っていた劉仁恭を滅ぼしてその故地を併合。自信を付けた李存勗は923年には唐皇帝（荘宗）を名乗って唐（後唐）を建国し、更に後梁の首都を攻め落とし、後梁を滅ぼした。
- 後唐（923年-936年）
李克用らの李姓は、黄巣の乱での功績により唐朝廷から国姓を授けられたものである。これを所以として荘宗は自らを唐の後継者と称して、後唐を建てたのである。後梁を滅ぼした後、岐王を名乗っていた李茂貞や四川を支配していた前蜀を相次いで滅ぼし、領土を拡大した。しかし荘宗は内向きには唐の遺光を惜しむかのように洛陽へ遷都し、朱全忠が廃止した軍隊に宦官の監察を付ける制度を復活させ、武将達の不満を買った。この不満が、926年の武将達による李嗣源（後の明宗）の擁立となって現れる。李嗣源の軍が洛陽に迫ると、禁軍（近衛兵）により荘宗は殺された。
即位した明宗は宦官の排除・節約などを図り、全国の土地の検地を行って不公平の是正に努め、新たな財務機関として「三司使」を創設した。また自分のような有力軍人達による帝位の奪取を繰り返させないように、直属の軍である侍衛親軍（じえいしんぐん）を創設し、禁軍の強化を図った。この三司使は、後の宋にも受け継がれている。明宗は、五代の中では後周の世宗に次ぐ名君と称えられる。
- 後晋（936年-946年）
しかし明宗は、在位わずか7年で病死する（933年）。三男の李従厚がその後を継ぐが、すぐに明宗の義子（養子）である李従珂によって簒奪された。更に李従珂は権力の安定を狙って明宗の女婿であり、実力者である石敬瑭を排除しようとする。石敬瑭はこれに対抗しようとするが、独力では対抗し得ないと見切った石敬瑭は北の契丹に対して援助を求め、その見返りとして燕雲十六州の割譲を約束した。これに応えて契丹の太宗耶律徳光は大軍を南下させて後唐を攻め、これを滅亡させた。
936年、皇帝に即位して後晋を建てた石敬瑭（高祖）は契丹に対して臣従し、後晋はほとんど契丹の衛星国家となった。中央の状況を見た地方勢力は離反して南の呉に寝返ったり、反乱を起こす者が続出した。
その鎮圧に追われて、高祖は942年に病死する。後を甥の石重貴が継いだが、彼の即位は契丹に対する強硬派によって行われたものであり、強硬外交により契丹の怒りを買った。946年、契丹（翌年に国号を遼とした）の太宗は再び親征の大軍を南下させ、後晋の首都の開封を攻略。石重貴を捕虜とし、後晋を滅ぼした。
遼はそのまま中国を支配下としようとしたが、蛮族と見下していた契丹族に支配されることを嫌った開封の住民は抵抗した。また遼の本土では中国支配に対する反対意見が強く、困難を悟った太宗は北へ引き返し、途上で病死した。
- 後漢（947年-950年）
それを傍観していた石敬瑭の元側近の劉知遠は、自らの任地である晋陽で947年に皇帝に即位して後漢を建て、軍を南下させて同年に開封を占領した。
しかし劉知遠は翌年に死去し、次男の劉承祐がその後を継ぐ。幼帝を担いだ側近達は有力者の排除を図り、次々と軍人達を誅殺していった。反乱の鎮圧に出ていてこれを免れた枢密使の郭威は自らも粛清を逃れることは不可能と感じて兵を挙げ、開封を攻め落とし、自らの誅殺を企んだ側近達を一掃した。その後、一時は劉承祐のいとこにあたる劉贇を擁立しようとしたが、考えを改めて劉贇を殺し、951年に自ら即位し（太祖）後周を建てた。それから間もなく、劉贇の父の劉崇は晋陽の地で自立し、北漢を建国した。
- 後周（951年-960年）
即位した太祖郭威は内政に意を尽くし、刑罰の緩和・自作農の養成・税制の不公平の是正などの政策を行い、相次ぐ戦乱で荒廃した中原の復興を行った。
この蓄積を元に統一の大望を燃やしたのが、954年に即位した柴栄（世宗）である。世宗は五代の中で随一の名君とされる。
世宗（柴栄）がまず行ったことは、自立性の強い軍人達を抑えることである。その軍人達を抑える目的で作っていた侍衛親軍が強大化しすぎていたために一旦これを分割して殿前軍を創設し、これを強化して節度使も禁軍司令官も皇帝に対抗できないようにした。その兵力を元に南唐・後蜀・北漢・遼などを攻め、領土の一部を奪い取った。中でも南唐から奪った土地は塩の産地として極めて重要な地域であり、この地を抑えたことで南唐の生殺与奪権を掌握したと言ってもよい。
また軍事費を捻出するために、廃仏運動を行った。中国では「三武一宗の法難」といわれる廃仏運動が行われており、「一宗」が世宗のことである。当時は税金逃れのために非課税の僧侶になるものも多く、これらから徴税することで大きな収入が見込めた。また当時は貨幣を鋳るための銅が不足していたが、仏像などを鋳潰して再利用し、「周元通宝」という銅銭を鋳造した。
統一への道を突き進んでいた世宗（柴栄）だったが、959年に遠征から帰る途上で病死する。

### 十国
十国の中で最も強大なのは、中国でも最も豊かな地帯に拠った呉であった。建国者の楊行密は群盗から身を興して、揚州一帯を制圧、906年には、唐朝から「呉王」に任命された。呉の軍は戦争が強く、一時は北の後梁と互角に争い合う程の勢力を誇った。しかし呉の国内では、楊行密の死後、配下の徐温の力が大きくなり、最終的に徐温の養子の徐知誥によって国を簒奪された（937年）。徐知誥は簒奪後に名前を変えて李昪と名乗り、唐の後継者を自称して国号を「唐」と改めた。この国は後世の歴史家からは南唐と呼ばれる。
同時期に南の浙江では、呉越が勢力を張った。建国者の銭鏐（せんりゅう）は塩徒（塩の密売人）から身を興し、浙江一帯を制圧した。北に強大な呉・南唐と対峙していたので、常に北の五代諸国に対して臣従することで、呉・南唐に対抗していた。
呉越の南の福建では、威武軍節度使の王審知がこの地を制圧して閩を建てていた。王審知は内政に努め、福建の生産力を飛躍的に向上させた。しかし王審知の死後は国内で内紛が起こり、そこに付け込んだ南唐によって945年に滅ぼされる。
西に目を向けると湖北には荊南（南平）、湖南には楚、広東には南漢が割拠していた。荊南は十国の中でも最小の国で、周辺諸国全てに対して臣従して交易の中継点として栄えた。楚は茶の貿易で栄えた国で、建国者の馬殷の在世時には経済的に大いに奮ったが、死後の内紛に付け込まれ、951年に南唐によって滅ぼされた。南漢の統治者の劉隠はアラブ系といわれており、その宮廷では戦乱の五代十国では珍しく文官の力が強かった。しかし後期にはその政治も堕落し、宦官政治へと変質した。
四川は揚州と並んで豊かな土地であり、「天府」と称されていた。ここに割拠したのが前蜀・後蜀の両蜀政権である。前蜀の建国者の王建は元は塩徒だったが、四川に入ってここを制圧し、当地の豊かな物産を元に文人の保護や経書の印刷を行うなど文化的施策を行った。前蜀は925年、後唐によって滅ぼされる。その後、この地の統治を任された武将の孟知祥が自立して934年に後蜀を建てた。後蜀は前蜀と同じく文化振興に力を入れ、特に唐末期からの詞を集めた『花間集』の編纂はこの時代の文化を伝える上で大きく貢献した。
中原の五代王朝は旧唐王朝の版図の6割を押さえていたが、国内情勢の不安定さに加えて契丹などの外敵も抱えており、十国の平定に乗り出せる状況ではなく、不安定な勢力の均衡が保たれていた。だが、五代最後の後周が荊南・南唐領の侵食を始めると、その均衡は一気に崩壊することになる。
- 北漢
劉崇によって建てられた北漢は中原を支配することができなかったため、五代ではなく十国のひとつに数えられる。太原を首都とし、現在の山西省北部を支配した。北漢は国力が少なかったために後周に対抗するために遼の援助を求め、事実上は遼の衛星国家となった。遼の兵力によって後周に対して有位を保ったこともあるが、それは一時的なものにとどまった。後周の後を継いで北宋が成立すると、北宋の圧力によって国内は混乱し、979年にはついに北宋に屈して北漢は滅びた。

### 宋（北宋）の成立と中国再統一
後周で世宗（柴栄）の死後、次の皇帝になったのは、わずか7歳の柴宗訓である。この状況を見た北漢は遼の後押しを受けて後周に対して侵攻してきた。これを討伐に出たのが、世宗一の側近であった殿前都点検（禁軍司令）の趙匡胤（太祖）である。
幼帝を戴いて遼と戦うことに不安を覚えた軍人達は、途中で趙匡胤を強引に擁立した（陳橋の変）。首都の開封に入った趙匡胤は柴宗訓を保護して禅譲を受け、宋（北宋）を建てた（960年）。五代では禅譲はいくつも起きたが、これまでの禅譲では譲った皇帝は後になって逆襲されることを恐れて殺されるのが当たり前であった。しかし柴宗訓は無事に生涯を全うし、柴宗訓の子孫は南宋の滅亡まで手厚く保護されている。
宋の太祖（趙匡胤）はそれまでの軍人が政治を執る五代の傾向を改めて、「文治主義」を打ち出した。科挙の整備・地方の軍隊の弱体化と中央軍の強化・節度使職の無力化などを行い、内部を固めた太祖は世宗の路線を引き継いで統一への道を歩み始める。
まず、963年に中国大陸の中央部の要地である湖北の荊南を併合した。このことで十国は東と西に分離され、団結して宋に対抗することが難しくなった。次いで965年に四川の後蜀を併合し、当地の豊かな物産を強奪して戦費を補充し、971年には広東を支配する南漢を滅ぼした。そして975年、華南における最大勢力の南唐を滅ぼした。
これで残るのは北の北漢と南の呉越だけとなったが、太祖は唐突に病死した。これには弟であり、第2代皇帝太宗となる趙光義による毒殺も疑われている（千載不決の議）。
太宗は太祖の方針を受け継いで統一を進め、978年に呉越を併呑し、979年に北漢を滅ぼして遂に統一を完成した。
ここに、五代十国時代は終わり、これは唐の滅亡から72年後のことである。

## 国々

### 五代
| 国家 | 首都                                                               | 建国                                                               | 滅亡                                                               | 君主                                                               | 代                                                                 | 初代                                                               | 最終代                                                             |
| ---- | ------------------------------------------------------------------ | ------------------------------------------------------------------ | ------------------------------------------------------------------ | ------------------------------------------------------------------ | ------------------------------------------------------------------ | ------------------------------------------------------------------ | ------------------------------------------------------------------ |
| 後梁 | 開封                                                               | 907年                                                              | 923年                                                              | 皇帝                                                               | 3代                                                                | 朱全忠(太祖)                                                       | 朱友貞(末帝)                                                       |
| 後唐 | 洛陽                                                               | 923年                                                              | 937年                                                              | 皇帝                                                               | 4代                                                                | 李存勗(荘宗)                                                       | 李従珂(末帝)                                                       |
| 後晋 | 開封                                                               | 936年                                                              | 947年                                                              | 皇帝                                                               | 2代                                                                | 石敬瑭(高祖)                                                       | 石重貴(少帝)                                                       |
| 後漢 | 開封                                                               | 947年                                                              | 951年                                                              | 皇帝                                                               | 2代                                                                | 劉知遠(高祖)                                                       | 劉承祐(隠帝)                                                       |
| 後周 | 開封                                                               | 951年                                                              | 960年                                                              | 皇帝                                                               | 3代                                                                | 郭威(太祖)                                                         | 柴宗訓(恭帝)                                                       |
| 期間 | 907年の唐の滅亡と後梁の成立から、960年の後周の滅亡と北宋の成立まで | 907年の唐の滅亡と後梁の成立から、960年の後周の滅亡と北宋の成立まで | 907年の唐の滅亡と後梁の成立から、960年の後周の滅亡と北宋の成立まで | 907年の唐の滅亡と後梁の成立から、960年の後周の滅亡と北宋の成立まで | 907年の唐の滅亡と後梁の成立から、960年の後周の滅亡と北宋の成立まで | 907年の唐の滅亡と後梁の成立から、960年の後周の滅亡と北宋の成立まで | 907年の唐の滅亡と後梁の成立から、960年の後周の滅亡と北宋の成立まで |

### 十国
| 国家 | 首都                                                         | 建国                                                         | 滅亡                                                         | 君主                                                         | 代                                                           | 初代                                                         | 最終代                                                       |
| ---- | ------------------------------------------------------------ | ------------------------------------------------------------ | ------------------------------------------------------------ | ------------------------------------------------------------ | ------------------------------------------------------------ | ------------------------------------------------------------ | ------------------------------------------------------------ |
| 前蜀 | 成都                                                         | 907年                                                        | 925年                                                        | 皇帝                                                         | 2代                                                          | 王建(高祖)                                                   | 王衍(後主)                                                   |
| 後蜀 | 成都                                                         | 934年                                                        | 965年                                                        | 皇帝                                                         | 2代                                                          | 孟知祥(高祖)                                                 | 孟昶(後主)                                                   |
| 呉   | 江都                                                         | 902年                                                        | 937年                                                        | 王                                                           | 4代                                                          | 楊行密(武忠王、太祖武帝)                                     | 楊溥(睿帝)                                                   |
| 南唐 | 江寧、南昌                                                   | 937年                                                        | 975年                                                        | 皇帝                                                         | 3代                                                          | 李昪(烈祖)                                                   | 李煜(後主)                                                   |
| 荊南 | 江陵                                                         | 912年                                                        | 963年                                                        | 王                                                           | 5代                                                          | 高季興(武信王)                                               | 高継沖                                                       |
| 呉越 | 銭塘                                                         | 907年                                                        | 978年                                                        | 王                                                           | 5代                                                          | 銭鏐(太祖武粛王)                                             | 銭弘俶(忠懿王)                                               |
| 閩   | 長楽                                                         | 909年                                                        | 945年                                                        | 王                                                           | 6代                                                          | 王審知(太祖)                                                 | 王延政                                                       |
| 楚   | 長沙                                                         | 907年                                                        | 951年                                                        | 王                                                           | 6代                                                          | 馬殷(武穆王)                                                 | 馬希崇                                                       |
| 南漢 | 興王府                                                       | 909年                                                        | 971年                                                        | 皇帝                                                         | 4代                                                          | 劉龑(高祖)                                                   | 劉鋹(後主)                                                   |
| 北漢 | 太原                                                         | 951年                                                        | 979年                                                        | 皇帝                                                         | 4代                                                          | 劉崇(世祖神武帝)                                             | 劉継元(英武帝)                                               |
| 期間 | 902年の楊行密の呉王拝命から、979年の北宋による北漢の滅亡まで | 902年の楊行密の呉王拝命から、979年の北宋による北漢の滅亡まで | 902年の楊行密の呉王拝命から、979年の北宋による北漢の滅亡まで | 902年の楊行密の呉王拝命から、979年の北宋による北漢の滅亡まで | 902年の楊行密の呉王拝命から、979年の北宋による北漢の滅亡まで | 902年の楊行密の呉王拝命から、979年の北宋による北漢の滅亡まで | 902年の楊行密の呉王拝命から、979年の北宋による北漢の滅亡まで |

### 十国以外
| 国名 | 始祖   |
| ---- | ------ |
| 岐   | 李茂貞 |
| 燕   | 劉守光 |

### 同時期の周辺国家
- 契丹（遼）
- 大理
- 安南
- 渤海
- 東丹
- 高麗

## 主な人物
- 馮道
- 張全義
- 耶律突欲
- 敬翔（中国語版）（後梁）
- 李振（後梁）
- 王彦章（後梁）
- 郭崇韜（後唐）
- 周徳威（後唐）
- 桑維翰（後晋）
- 杜重威（後晋）
- 王朴（後周）
- 楊行密（呉）
- 劉崇（北漢）

## 後世から見た研究と評価
五代十国時代に関しては、北宋成立直後に薛居正らが正史である『五代史』を編纂したが、後に欧陽脩が春秋の筆法の影響を強く受けた『五代史記』を著した。これが欧陽脩の没後に国子監に納められて認められて大いに広まったことから、金では1207年に『五代史記』のみを正式な正史として扱うこととした。『五代史』は南宋では引き続き正史であったものの、実際にはほとんど顧みられなくなり、遂には散逸してしまうほどであった。
清の時代に『五代史記』は正史に加えられて『新五代史』と改められ、散逸後に『永楽大典』など様々な文献を元に復元された『五代史』は『旧五代史』と呼ばれるようになった。
欧陽脩はこの時代を唐の衰退によって天下は分離し、戦争や飢饉が人々を苦しめ、秩序が乱れた時代であると解した。すなわち、政治の失敗による秩序の崩壊（「乱」）と天下が分裂した状態（「離」）が表裏一体となって展開された「乱離」の時代であったというのである。この考えは司馬光の『資治通鑑』によって継承され、後世の歴史観へとつながった。
明の遺臣である王夫之は、五代の王朝をたまたま唐の京邑（洛陽・長安）を支配した勢力に過ぎない（『読通鑑論』）とし、王朝として認めること自体を否定しているが、基本的には宋代の歴史観に沿っている。
欧陽脩や司馬光らによる宋代の歴史観は、天下に複数の国家が存在することを認めず、その時代そのものを秩序のない時代として否定的に捉える一方で、統一された天下のみが正しい世界でありそれを実現した宋王朝を評価するという、「中国」における天下の概念に強く影響されている。
例えば、「十国」という地方政権の数え方も、北宋成立直後に成立した『旧五代史』では確認できず（現行の『旧五代史』は完本ではないが、少なくとも「十国世家」のような世家は立てておらず、岐などを「十国」以外の群雄とともに「世襲列伝」・「僭偽列伝」に分散して所収していることから、「十国」という規定がなかったと推測される）、欧陽脩より少し前の人物である路振が編纂した諸国に関する歴史書も北楚（荊南）を除いた『九国志』だった。荊南を加えた「十国」の初出もやはり『五代史記』であり、その後朝廷に献上された『九国志』も北楚の分が追記されている。南平王・荊南節度使の高季興およびその子孫は世襲を行い、宋の軍事力によって統一され、統一後は他の諸国の王と同様の待遇を得ているものの、実態としては中央政府も刺史任命権も持たない五代の節度使でしかなかった。だが、こうした曖昧な存在を無秩序の象徴として嫌った欧陽脩は北楚（荊南）を数え上げて「十国」にしたといわれている。こうした一連の歴史観は日本におけるこの時代への見方にも少なからぬ影響を与えている。
唐王朝から五代十国時代を経て統一国家を実現した宋王朝は、五代やその前の唐王朝以前とも異なる中央集権体制と文治主義を確立し、経済や社会、文化にも大きな変化をもたらした（唐宋変革）。
五代十国時代はこうした変革の中の過渡期と位置づけられて、こうした観点から研究が行われることが多い。
小島毅や與那覇潤は、五代十国時代が北宋によって統一されず、中国が分裂したままだったとしたら、ヨーロッパと同様に複数の国家が誕生していたかもしれず、北宋以降の専制皇帝のような中国全土を統一する世俗権力がつくられずに、分裂した中国各地の王権や軍閥がミニ国家をつくって、やがてヨーロッパのヴェストファーレン体制に近い国際関係が生まれた可能性があり、そこが、東西の歴史の最大の分岐点だったのではないかと指摘している。